# Рашки-Рашевські
Рашки — козацько-старшинський, згодом дворянський рід, заснований Хомою Рашенком (р. н. невід. — п. до 1671), роїським сотником (1659, 1660), який, за родинним переказом, походив із м. Рашковичі. Його син — Филон Хомич (Филон Хоменко Рашенко; р. н. невід. — п. бл. 1705), чернігівський полковий осавул і обозний (1696—1701), а онук — Єлисей Филонович (р. н. невід. — п. 1754), чернігівський комісар полковий (1736—37) та полковий осавул (1738—53). Інші представники роду обіймали уряди значкових товаришів та сотенних отаманів у Чернігівському полку.